# Caviramus
Caviramus es un género extinto de pterosaurio "ranforrincoide" del Triásico Superior (finales del Noriense - principios del Rhaetiense) hallado en la parte inferior de la formación Kössen de los Alpes Bávaros de Suiza.
El género fue nombrado en 2006 por Nadia Fröbisch y Jörg Fröbisch. La especie tipo es Caviramus schesaplanensis. El nombre del género se deriva del latín cavus, "hueco" y ramus, "rama". El nombre de la especie se refiere al monte Schesaplana.

## Descripción
El género está basado en el holotipo PIMUZ A/III 1225, tres fragmentos no contiguos de una rama (mandíbula inferior) de la mandíbula con dientes multicúspides. Se han preservado dos dientes, uno con tres cúspides, y otro con cuatro; a pesar de esta diferencia los autores consideran que era esencialmente isodonte. El número de dientes se ha estimado en un mínimo de doce y un máximo de diecisiete. Una fila de grandes forámenes ovales corre paralela a la fila dental; forámenes en la forma de pequeños huecos en la parte anterior de la mandíbula sugieren alguna clase de estructura de tejido blando, o una cubierta de queratina. La mandíbula es ligera y hueca. Los dientes de este género son parecidos a los de Eudimorphodon, pero la mandíbula inferior es diferente. El descubrimiento de este género es un hallazgo de alguna significancia, ya que se conocen pocos pterosaurios del Triásico.
Un segundo espécimen, originalmente asignado a su propio género y especie, Raeticodactylus filisurensis, consiste de un único esqueleto parcial desarticulado que incluye un cráneo casi completo. El cráneo muestra que tenía una cresta alta y delgada que corría a lo largo de la línea media del frente de la mandíbula superior, y una quilla en la inferior. Los dientes del frente de la mandíbula superior, en el premaxilar, eran en forma de colmillo, de los cuales los dientes en la mejilla superior (el maxilar) tenía tres, cuatro o cinco cúspides, similares a los de Eudimorphodon. Caviramus tenía una envergadura de cerca de 135 centímetros, y pudo haber sido un piscívoro, potencialmente un cazador de inmersión.

## Clasificación
A pesar de su parecido a Eudimorphodon los autores clasificaron a Caviramus como un Pterosauria incertae sedis. Un estudio de 2009 hecho por Fabio Dalla Vecchia concluyó que Raeticodactylus, el cual es conocido de un esqueleto más completo que incluía una mandíbula inferior, probablemente pertenecía al mismo género, y posiblemente a la misma especie, si las diferencias (como el tamaño y la presencia de una cresta en el espécimen de Raeticodactylus) no se deben al sexo o a la edad. Estudios subsecuentes han apoyado esta sinonimia. Dalla Vecchia halló que los dos forman un clado hermano de Carniadactylus, implicando que Caviramus era un miembro de la familia Campylognathoididae